# El Sauce (El Salvador)
El Sauce o San Antonio del Sauce es un distrito  que pertenece al departamento de La Unión en El Salvador.

## Límites
Situado en el extremo oriente de El Salvador, el departamento de La Unión, limita al norte y este con Honduras y al oeste con los departamentos de Morazán y San Miguel. En el sur presenta una franja costera que se abre al océano Pacífico, mientras que el sureste comprende un vasto litoral sobre el golfo de Fonseca, el cual comparte con Honduras y Nicaragua.

## Contexto
- Nombre Etimológico: San Antonio del Sauce.
- Orígenes y etimología: en el latifundio de Canaire, situado en el extremo Oriente del Curato (territorio bajo la jurisdicción espiritual del Cura) de Gotera, existía en 1770 una ranchería o pajuides, denominada San Antonio del Sauce y habitada por indios de origen lenca. Canaire en idioma potón, significa "río de los bejucos", construido este nombre de las raíces: cana (bejuco) e iré (río).

## Historia

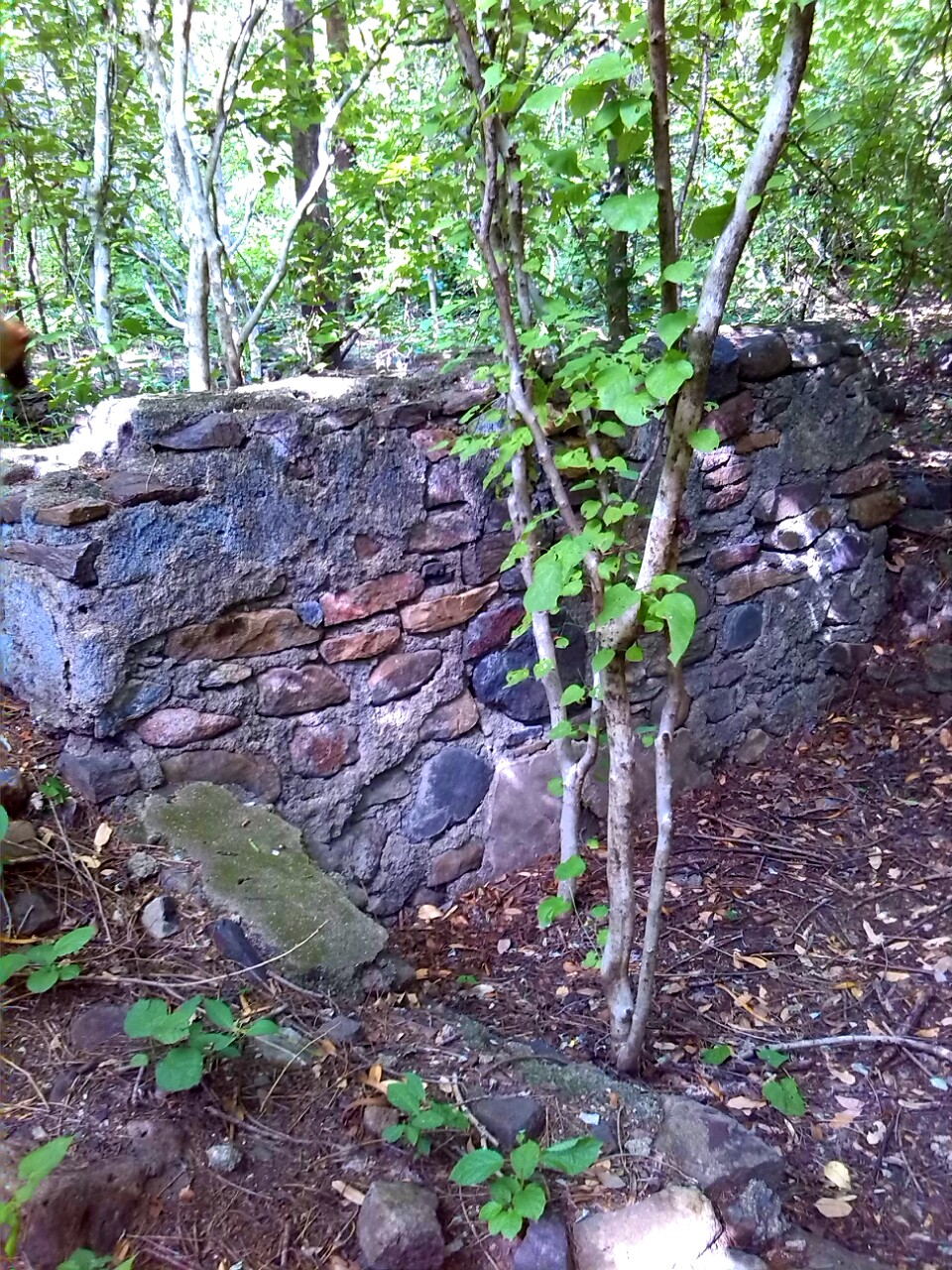
Estructuras en ruinas de plantas añileras en el rincón

En 1807, según el corregidor intendente don Antonio Gutiérrez y Ulloa, San Antonio del Sauce era ya una importante reducción de ladinos, con 1377 habitantes dedicados a la industria, ganadera y añilera, que pertenecía desde 1786 al partido de Gotera y desde principios del siglo XIX al curato de Anamorós. 
El movimiento económico se generaba principalmente de la ganadería y la elaboración de añil, un tinte natural, el cual se elaboraba en zonas llamadas obrajes, las cuales estaban compuestas por un número de estructuras, elaboradas con una materia similar al concreto, elaborado con cal y otros materiales conocidos. Hoy en día se ven restos de esas estructuras en el cantón el rincón y otros lugares del municipio.

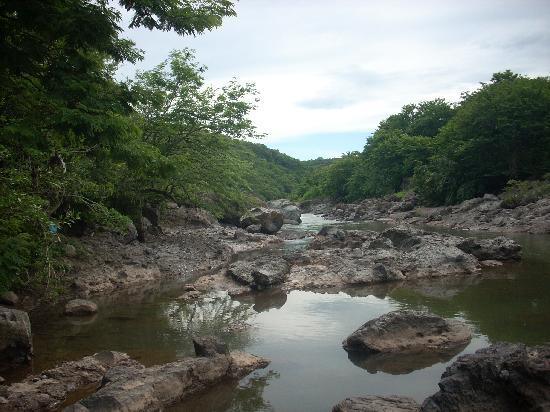
paisajes del sauce

Posteriormente, una vez constituido el estado de El Salvador y con fecha 5 de marzo de 1827, la Asamblea emitió un decreto, en virtud del cual se dividió en dos el antiguo y extenso partido de Gotera, a expensas del cual se creó el distrito de San Antonio del Sauce, que comprendía al pueblo de este nombre, como cabecera, y como anejos a los de Santa Rosa de Lima, Saco (hoy Concepción de Oriente), Polorós, Anamorós y Lislique, además de Pasaquina, que se segregó del partido de San Alejo (hoy distrito de La Unión). 
Por decreto legislativo del 4 de julio de 1832, con los partidos de Gotera y San Antonio del Sauce se formó un nuevo distrito judicial, provisto de un Juez de 1.ª Instancia, que residió originariamente en la cabecera del primero, pero que se trasladó al segundo por ley del 6 de septiembre de 1838. 
Una ley anterior, de 6 de marzo de 1837, había ordenado que la municipalidad de este pueblo fuera presidida por un alcalde, en vez de dos. 
El 22 de julio de 1839 el general Francisco Ferrera invadió el territorio salvadoreño y a las cinco de la mañana de ese día ocupó el pueblo de San Antonio del Sauce, habiendo capturado a los señores Marcos Sánchez y Pablo Benítez. 
Como cabecera del distrito de su mismo nombre entró a formar parte del departamento de La Unión, al ser creado este por ley del 22 de junio de 1865, segregándose así del departamento de San Miguel al que había pertenecido desde el 22 de junio de 1824. 
Después de que se reglamentó la Policía Rural con Jueces de Policía rural en el 16 de mayo de 1868, se nombró a don Juan Bautista Reyes como Juez de Policía Rural del Distrito de El Sauce, cuya dotación era de 30 pesos mensuales.
Según don Guillermo Dawson, "el Sauce obtuvo el título de villa en 1870". A partir del 3 de febrero de 1881, la villa de San Antonio del Sauce dejó de ser cabecera del distrito de igual denominación, jerarquía que pasó a la villa de Santa Rosa de Lima.

## Acontecimientos trascendentales
El Sauce fue sede de la conferencia bélica. En esta población se reunieron, el 6 de noviembre de 1844, los generales Francisco Malespín y Francisco Ferrera, presidentes de El Salvador y Honduras respectivamente, para concertar una invasión conjunta contra Nicaragua.